# リンリンとシンシン
リンリン（玲玲、Ling-Ling、1969年 - 1992年12月）とシンシン（興興、Hsing-Hsing、1970年 - 1999年11月28日）は、アメリカ合衆国・ワシントンD.C.の国立動物園で飼育されていた2頭のジャイアントパンダである。

## 概要

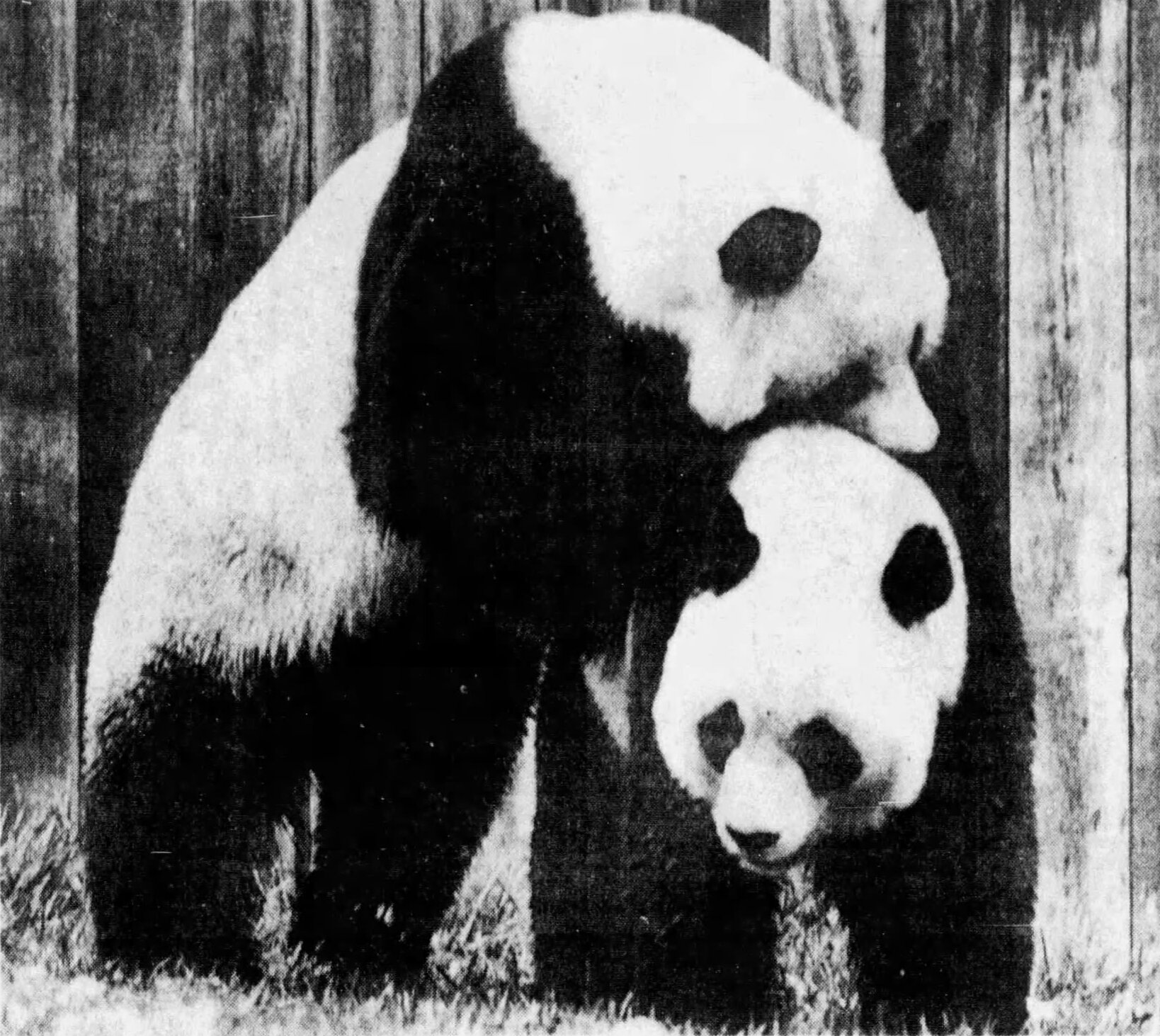
リンリンとシンシン（1983年3月18日撮影）

1972年にリチャード・ニクソン大統領が中華人民共和国を訪問した後、中国政府からアメリカ政府に贈られた。アメリカ政府は返礼としてジャコウウシのつがいを贈った。
1971年6月と12月に野生で捕獲された。1972年4月16日にワシントンD.C.の国立動物園に到着し、4月20日にファーストレディ・パット・ニクソンによる歓迎の式典が行われた。国立動物園には、毎年何百万人もの来場者が訪れた。
2頭の間には5匹の子が生まれたが、いずれも数日で死亡した。
リンリンは1992年12月に心不全により突然死した。その時、リンリンは中国の外で飼育されている中で最高齢のジャイアントパンダだった。シンシンは、1999年11月28日に苦痛を伴う腎不全のために国立動物園で安楽死させられた。その時シンシンは28歳で、リンリンの記録を超えていた。シンシンの死後、国立動物園には、全国から何千もの哀悼を伝える手紙やカードが送られた。
国立動物園のパンダ舎は、2000年12月に臥龍ジャイアントパンダ保護研究センターからメイシャン（Mei Xiang、美香）とティアンティアン（Tian Tian、添添）が貸与されるまで、1年以上空であった。